# Hansheinz Schneeberger
Hansheinz Schneeberger (* 16. Oktober 1926 in Bern; † 23. Oktober 2019 in Basel) war ein Schweizer Geiger und Musikpädagoge.

## Leben
Hansheinz Schneeberger war der Sohn des Lokomotivführers Johann Schneeberger und der Lehrerin Helene Schneeberger geb. Rolli. Im Alter von sechs Jahren begann er Geige zu spielen. Bis zu seinem Diplomabschluss 1944 studierte er bei Walter Kägi am Konservatorium Bern, bei Carl Flesch in Luzern und bei Boris Kamensky in Paris. Nach einer Lehrtätigkeit an den Konservatorien in Biel und Bern gab Schneeberger mit seinem eigenen Streichquartett zahlreiche Konzerte. Von 1958 bis 1961 war er erster Konzertmeister im Sinfonieorchester des NDR in Hamburg. 1961 wurde er an die Musikakademie Basel zur Leitung der dortigen Meisterklasse berufen.
Schneeberger war weltweit als Solist und Kammermusiker tätig. Er konzertierte noch unter Ernest Ansermet in Wien, Warschau, Stanford sowie bei der Weltausstellung in Montreal. 1965 spielte er zusammen mit Mieczysław Horszowski und Pau Casals bei den Festwochen von Prades. 1984 gab er Meisterkurse in Kusatsu (Japan). 1985 nahm er am Yun-Festival in Tongyeong (Südkorea) teil. 1986 unternahm er mit dem Gitarristen Rudolf Wangler eine Tournee durch die damalige Sowjetunion. 1988 bis 1990 wirkte er jedes Jahr beim Lockenhaus-Festival mit, in den Jahren 1990, 1992 und 1994 beim Mondsee-Festival unter der Leitung von András Schiff.
Einige bedeutende Violinkonzerte erfuhren durch Schneeberger ihre Uraufführung: 1952 das Violinkonzert von Frank Martin, 1958 das 1. Violinkonzert von Béla Bartók und 1970 Tempora von Klaus Huber.
Hansheinz Schneeberger war seit 1958 mit seiner Frau Martine, geb. Bergier, verheiratet und hatte drei Kinder. Er starb am 23. Oktober 2019 im Alter von 93 Jahren in Basel.

## Auszeichnungen
- 1971: British American Tobacco
- 1995: Robert-Schumann-Preis